# Бахмет, Ольга Николаевна
О́льга Никола́евна Бахмет (род. 29 мая 1969, Петрозаводск) — российский почвовед, доктор биологических наук, член-корреспондент РАН (2016), заслуженный деятель науки Республики Карелия (2021).

## Биография
Родилась и выросла в Петрозаводске. Окончила факультет почвоведения Ленинградского государственного университета и аспирантуру.
Работает в Институте леса Карельского научного центра: старший лаборант, младший, старший, ведущий, главный научный сотрудник, и. о. главного ученого секретаря Президиума, с 2017 г. — председатель КарНЦ РАН.
Кандидатская диссертация 1999 года на тему «Органопрофили лесных почв Карелии».
Докторская диссертация: Структурно-функциональная организация органопрофилей почв лесных экосистем Северо-Запада России : автореферат дис. … доктора биологических наук : 03.02.08 / Бахмет Ольга Николаевна; [Место защиты: Петрозавод. гос. ун-т]. — Петрозаводск, 2015. — 48 с.
В октябре 2016 года избрана членом-корреспондентом РАН по Отделению биологических наук.

## Основные работы
- Экологические особенности трансформации соединений углерода и азота в лесных почвах = Ecological settings of carbohydrate and nitrogen transformations in forest soils / Н. Г. Федорец, О. Н. Бахмет ; Кар. науч. центр Рос. акад. наук. Ин-т леса. — Петрозаводск : Кар. науч. центр РАН, 2003 (РИО Карельского науч. центр РАН). — 239, [1] с., [16] л. цв. ил. : ил., табл.; 21 см; ISBN 5-9274-0113-9 (в пер.)
- Почвенный покров лесных ландшафтов Карелии и его антропогенная динамика : Учеб. пособие / Н. Г. Федорец, Р. М. Морозова, О. Н. Бахмет; Петрозав. гос. ун-т, Ин-т леса Кар. науч. центра РАН. — Петрозаводск : Кар. науч. центр РАН, 2000. — 81, [1] с. : ил., табл.; 20 см; ISBN 5-9274-0034-5
- Влияние лесозаготовительной техники на свойства почв [Текст] : путеводитель почвенной экскурсии / Бахмет О. Н., Медведева М. В., Ананьев В. А. [и др.] ; Федеральное агентство научных организаций [и др.]. — Петрозаводск : [б. и.], 2017. — 27, [1] с. : ил., табл.; 20 см; ISBN 978-5-9274-0795-8 : 100 экз.